# Квинтет
Квинтет (от италиански quintetto – „петорка“) е музикално произведение за пет инструментални или вокални партии, също така музикален ансамбъл от петима изпълнители.

## Класическа музика
В класическата музика обикновено под инструментален квинтет се разбира струнен квартет с добавен солиращ инструмент – пиано, арфа, кларинет и др. По името на този инструмент квинтетът може да бъде клавирен, китарен и т.н. Срещат се също така духови и вокални квинтети. В духовите квинтети, а също като водещи инструменти при инструменталните, най-често се използват обой, флейта, английски рог, валдхорна, фагот, кларинет и тромпет.
Сред композиторите, писали в този формат, се отличават квинтетите (клавирни, духови) на композитори като Йозеф Хайдн, Волфганг Амадеус Моцарт, Франц Шуберт, Роберт Шуман, Йоханес Брамс, Антонин Дворжак, Дмитрий Шостакович и др.
Особено място заемат струнните квинтети на Луиджи Бокерини, които са написани за 2 цигулки, виола и 2 виолончела.

## Съвременна музика
В съвременната джазова, поп и рок музика с термина квинтет се обозначават ансамблите, състоящи се от петима музиканти, например групи като Дийп Пърпъл, Гънс Ен' Роузис, Скорпиънс, Ей Си/Ди Си и др.